# Nàssir-ad-Din Mahmud
Nàssir-ad-Din Mahmud fou emir zengita de Mossul del 1219 a una data entre 1222 i 1233. Va succeir el seu germà Nur-ad-Din Arslan-Xah II (1218-1219) i va quedar, com aquest, sota regència de Badr-ad-Din Lulu.
La data de la seva mort fou probablement vers 1222. Abu-l-Fidà diu simplement "algun temps després" (de pujar al tron) però també esmenta la data 619 de l'hègira (1222/1223). Al morir, el regent va intentar ser investit pel califa i ho va aconseguir el 1333.